# Bundesstraße 7
Pour les articles homonymes, voir B7 et Route B7.
La Bundesstraße 7 (abrégé en B 7) est une Bundesstraße reliant la frontière néerlandaise, près de Viersen, à Rochlitz, en passant par Düsseldorf, Cassel et Erfurt.

## Localités traversées
- Kaldenkirchen
- Dülken
- Viersen
- Düsseldorf
- Wuppertal
- Schwelm
- Ennepetal
- Gevelsberg
- Hagen
- Hohenlimburg
- Letmathe
- Iserlohn
- Hemer
- Menden
- Neheim-Hüsten
- Nuttlar
- Brilon
- Bredelar
- Marsberg
- Scherfede
- Warburg
- Cassel
- Hessisch Lichtenau
- Waldkappel
- Rittmannshausen
- Ifta
- Creuzburg
- Gotha
- Erfurt
- Weimar
- Iéna
- Bürgel
- Eisenberg
- Altenbourg
- Frohburg
- Geithain
- Rochlitz